# Lekkoatletyka na Letnich Igrzyskach Olimpijskich 2020 – bieg na 400 m przez płotki kobiet
Bieg na 400 m przez płotki kobiet był jedną z konkurencji lekkoatletycznych rozgrywanych podczas igrzysk olimpijskich w Tokio.
Wystartowało 39 zawodniczek z 25 krajów.

## Terminarz
Godziny rozpoczęcia podane są w czasie tokijskim.
| Data                          | Godzina |           |
| ----------------------------- | ------- | --------- |
| Sobota, 31 lipca 2021         | 09:00   | Runda 1   |
| Poniedziałek, 2 sierpnia 2021 | 19:00   | Półfinały |
| Środa, 4 sierpnia 2021        | 09:00   | Finał     |

## Rekordy
|                   | Zawodnik          | Wynik   | Miejsce | Data             |
| ----------------- | ----------------- | ------- | ------- | ---------------- |
| Rekord świata     | Sydney McLaughlin | 51,90 s | Eugene  | 27 czerwca 2021  |
| Rekord olimpijski | Melaine Walker    | 52,64   | Pekin   | 20 sierpnia 2008 |

### Runda 1
Rozegrano 5 biegów eliminacyjnych. Do półfinału awansowały 4 pierwsze zawodniczki z każdego biegu oraz 4 z najlepszymi czasami.

#### Bieg 1
| Poz. | Zawodniczka        | Reprezentacja     | Czas  | Uwagi |
| ---- | ------------------ | ----------------- | ----- | ----- |
| 1.   | Wiktorija Tkaczuk  | Ukraina           | 54,80 | Q     |
| 2.   | Melissa Gonzalez   | Kolumbia          | 55,32 | Q     |
| 3.   | Anna Cockrell      | Stany Zjednoczone | 55,37 | Q     |
| 4.   | Sage Watson        | Kanada            | 55,54 | Q     |
| 5.   | Yadisleidy Pedroso | Włochy            | 55,57 | q     |
| 6.   | Amalie Iuel        | Norwegia          | 55,65 | q     |
| 7.   | Aminat Yusuf Jamal | Bahrajn           | 55,90 | SB    |
| 8.   | Hanne Claes        | Belgia            | 56,38 | SB    |

#### Bieg 2
| Poz. | Zawodniczka       | Reprezentacja   | Czas  | Uwagi |
| ---- | ----------------- | --------------- | ----- | ----- |
| 1.   | Anna Ryżykowa     | Ukraina         | 54,56 | Q     |
| 2.   | Janieve Russell   | Jamajka         | 54,81 | Q     |
| 3.   | Paulien Couckuyt  | Belgia          | 54,9  | Q     |
| 4.   | Linda Olivieri    | Włochy          | 55,54 | Q =   |
| 5.   | Viivi Lehikoinen  | Finlandia       | 55,67 |       |
| 6.   | Noelle Montcalm   | Kanada          | 55,85 | SB    |
| 7.   | Meghan Beesley    | Wielka Brytania | 55,91 |       |
| 8.   | Chayenne da Silva | Brazylia        | 57,55 |       |

#### Bieg 3
| Poz. | Zawodniczka         | Reprezentacja     | Czas  | Uwagi |
| ---- | ------------------- | ----------------- | ----- | ----- |
| 1.   | Sydney McLaughlin   | Stany Zjednoczone | 54,65 | Q     |
| 2.   | Gianna Woodruff     | Panama            | 55,49 | Q     |
| 3.   | Sara Petersen       | Dania             | 55,52 | Q     |
| 4.   | Quách Thị Lan       | Wietnam           | 55,71 | Q     |
| 5.   | Eleonora Marchiando | Włochy            | 56,82 |       |
| 6.   | Mariya Mykolenko    | Ukraina           | 57,86 |       |
| -    | Jessie Knight       | Wielka Brytania   | DNF   |       |
| -    | Leah Nugent         | Jamajka           | DSQ   |       |

#### Bieg 4
| Poz. | Zawodniczka      | Reprezentacja     | Czas  | Uwagi |
| ---- | ---------------- | ----------------- | ----- | ----- |
| 1.   | Femke Bol        | Holandia          | 54,43 | Q     |
| 2.   | Tia-Adana Belle  | Barbados          | 55,69 | Q     |
| 3.   | Wenda Theron-Nel | Południowa Afryka | 56,06 | Q     |
| 4.   | Jessica Turner   | Wielka Brytania   | 56,83 | Q     |
| 5.   | Sarah Carli      | Australia         | 56,93 | SB    |
| 6.   | Yasmin Giger     | Szwajcaria        | 57,03 |       |
| -    | Ronda Whyte      | Jamajka           | DSQ   |       |
| -    | Sparkle McKnight | Trynidad i Tobago | DNS   |       |

#### Bieg 5
| Poz. | Zawodniczka        | Reprezentacja     | Czas  | Uwagi |
| ---- | ------------------ | ----------------- | ----- | ----- |
| 1.   | Dalilah Muhammad   | Stany Zjednoczone | 53,97 | Q     |
| 2.   | Carolina Krafzik   | Niemcy            | 54,72 | Q     |
| 3.   | Léa Sprunger       | Szwajcaria        | 54,74 | Q     |
| 4.   | Joanna Linkiewicz  | Polska            | 54,93 | Q     |
| 5.   | Zurian Hechavarría | Kuba              | 54,99 | q     |
| 6.   | Emma Zapletalová   | Słowacja          | 55,00 | q     |
| 7.   | Line Kloster       | Norwegia          | 56,45 |       |
| 8.   | Loubna Benhadja    | Algieria          | 57,19 | PB    |

### Półfinały
Do finału awansowały  dwie pierwsze zawodniczki z każdego biegu oraz dwie z najlepszymi czasami.

#### Bieg 1
| Poz. | Zawodniczka      | Reprezentacja     | Czas  | Uwagi |
| ---- | ---------------- | ----------------- | ----- | ----- |
| 1.   | Dalilah Muhammad | Stany Zjednoczone | 53,30 | Q     |
| 2.   | Janieve Russell  | Jamajka           | 54,10 | Q     |
| 3.   | Paulien Couckuyt | Belgia            | 54,47 | NR    |
| 4.   | Carolina Krafzik | Niemcy            | 54,96 |       |
| 5.   | Sage Watson      | Kanada            | 55,51 |       |
| 6.   | Quách Thị Lan    | Wietnam           | 56,78 |       |
| 7.   | Linda Olivieri   | Włochy            | 57,03 |       |
| 8.   | Amalie Iuel      | Norwegia          | 57,61 |       |

#### Bieg 2
| Poz. | Zawodniczka        | Reprezentacja     | Czas  | Uwagi |
| ---- | ------------------ | ----------------- | ----- | ----- |
| 1.   | Sydney McLaughlin  | Stany Zjednoczone | 53,03 | Q     |
| 2.   | Gianna Woodruff    | Panama            | 54,22 | Q     |
| 3.   | Anna Ryżykowa      | Ukraina           | 54,23 | q     |
| 4.   | Zurian Hechavarría | Kuba              | 55,21 |       |
| 5.   | Joanna Linkiewicz  | Polska            | 55,67 |       |
| 6.   | Emma Zapletalová   | Słowacja          | 55,79 |       |
| 7.   | Wenda Theron-Nel   | Południowa Afryka | 56,35 |       |
| 8.   | Tia-Adana Belle    | Barbados          | 59,26 |       |

#### Bieg 3
| Poz. | Zawodniczka        | Reprezentacja     | Czas    | Uwagi |
| ---- | ------------------ | ----------------- | ------- | ----- |
| 1.   | Femke Bol          | Holandia          | 53,91   | Q     |
| 2.   | Anna Cockrell      | Stany Zjednoczone | 54,17   | Q     |
| 3.   | Wiktorija Tkaczuk  | Ukraina           | 54,25   | q     |
| 4.   | Léa Sprunger       | Szwajcaria        | 55,12   |       |
| 5.   | Yadisleidy Pedroso | Włochy            | 55,80   |       |
| 6.   | Melissa Gonzalez   | Kolumbia          | 57,47   |       |
| 7.   | Jessica Turner     | Wielka Brytania   | 1:00,36 |       |
| 8.   | Sara Petersen      | Dania             | DSQ     |       |

### Finał
| Poz. | Zawodniczka       | Reprezentacja     | Czas  | Uwagi |
| ---- | ----------------- | ----------------- | ----- | ----- |
| 1.   | Sydney McLaughlin | Stany Zjednoczone | 51,46 | WR    |
| 2.   | Dalilah Muhammad  | Stany Zjednoczone | 51,58 | PB    |
| 3.   | Femke Bol         | Holandia          | 52,03 | ER    |
| 4.   | Janieve Russell   | Jamajka           | 53,08 | PB    |
| 5.   | Anna Ryżykowa     | Ukraina           | 53,48 |       |
| 6.   | Wiktorija Tkaczuk | Ukraina           | 53,79 | PB    |
| 7.   | Gianna Woodruff   | Panama            | 55,84 |       |
| 8.   | Anna Cockrell     | Stany Zjednoczone | DSQ   |       |